# ニクラス・モイサンデル
ニクラス・モイサンデル（Niklas Moisander, 1985年9月29日- ）は、フィンランド・トゥルク出身の元サッカー選手。現役時代のポジションはDF。元フィンランド代表。
双子のヘンリク・モイサンデルもフィンランド代表でプレーしている。

## 経歴

### クラブ
トゥルン・パロセウラでキャリアを始めた。2003年にアヤックス・アムステルダムへ移籍するまでレギュラーとして9試合に出場した。
その後、双子のヘンリクと共にアヤックスへしたが在籍した3年間は、エールディヴィジでプレーすることが出来ずユースやリザーブチームでプレーしていた。
2006年に2部のFCズヴォレへ移籍。ここではレギュラーとしてプレーし、75試合の出場で5ゴールを記録した。2008年7月1日にAZアルクマールへ移籍した。2008-09シーズンに28シーズンぶりとなるリーグ優勝の歓喜を味わった。2011-12シーズンは主将に選ばれた。
2012年8月21日に6年ぶりのアヤックス復帰が決まった。
2015年3月25日、2015-16シーズンからUCサンプドリアへ移籍することが決まった。
2016年7月9日、ヴェルダー・ブレーメンと契約。加入後チームキャプテンを務めるなどチームを牽引したものの、2020-21シーズン終了後に退団した。
2021年7月1日、マルメFFと契約した。
2024年12月6日、現役引退を表明した。

### 代表
2008年5月29日のトルコ代表との親善試合でA代表デビューをした。2009年10月10日、2010 FIFAワールドカップ・ヨーロッパ予選のウェールズ代表戦で代表初ゴールを決めた。これが決勝ゴールになり2-1で勝利した。2011年からはチームのキャプテンを任された。

### プライベート
2009年、スポーツスクールで兵役の訓練を受けた。2009年、フィンランド国防軍に軍に所属する今年の選手に選ばれた。

## タイトル

### クラブ
AZアルクマール
- エールディヴィジ : 2008-09
- ヨハン・クライフ・スハール : 2009

アヤックス
- KNVBカップ : 2005-06
- エールディヴィジ : 2012-13, 2013-14
- ヨハン・クライフ・スハール : 2013

マルメFF
- アルスヴェンスカン : 2021, 2023, 2024
- スウェーデン・カップ : 2021-22

### 個人
- フィンランド年間最優秀選手賞 : 2012, 2013